# Tramagal
Tramagal - sołectwo w gminie Abrantes, w Portugalii, leżące w dystrykcie Santarém, w regionie Centrum w podregionie Médio Tejo.
Sołectwo liczy 4.043 mieszkańców; gęstość zaludnienia 168/km². Powierzchnia wynosi 24,06 km². Tramagal jest drugim sołectwem co do liczby ludności w gminie.

## Przemysł
W Tramagal portugalsko-francuska spółka joint venture w 1964 wybudowała fabrykę, która produkowała samoloty wojskowe na potrzeby portugalskiej armii, a od 1980 zakład produkuje samochody ciężarowe Mitsubishi Fuso Canter; od 1996 fabryka produkuje tylko lekkie samochody ciężarowe na europejski rynek.